# Elos Elonga-Ekakia
Elos Elonga-Ekakia (né le 2 mai 1974) est un joueur de football congolais, aujourd'hui reconverti en entraîneur de jeunes. Il a effectué toute sa carrière professionnelle en Belgique, jouant notamment dans les deux grands clubs du pays, le FC Bruges et Anderlecht, et a porté trente fois le maillot de l'équipe nationale du Congo.
Après avoir remporté le titre de Champion de Belgique avec Anderlecht en 2000, il est victime d'un très grave accident de la route qui l'éloigne des terrains pendant près de 3 ans. Ekakia joue ensuite un peu moins de deux saisons aux Francs Borains, mais les séquelles de l'accident sont visibles dans son jeu. À 30 ans, il décide de ranger ses crampons, et devient entraîneur spécifique pour les attaquants des équipes de jeunes du club qui le révéla, Lokeren.

## Carrière
Elonga-Ekakia fait ses débuts à l'AS Vita Club, un des grands clubs de Kinshasa, la capitale de la République démocratique du Congo en 1993. Très vite, il est repéré par les recruteurs de Beveren, un club belge, mais il n'y reçoit jamais sa chance. Après un an passé sur le banc, il est transféré à Lokeren, qui joue alors en Division 2. Il remporte le titre en 1995-1996 et, avec ses 14 buts, prend une part prépondérante dans la remontée du club en D1. Avec l'arrivée de nouveaux attaquants à Lokeren en 1998, Jan Koller et Jean-Paul Boeka-Lisasi, Ekakia voit son temps de jeu diminuer, et quand il monte sur le terrain c'est bien souvent pour occuper un flanc. Malgré cela, il est transféré au FC Bruges, le champion en titre, avec son coéquipier Koen Schockaert,.
Ekakia passe une saison à Bruges, barré par des joueurs comme Gert Verheyen ou Edgaras Jankauskas. Il n'inscrit que deux buts, et quitte le club pour le rival anderlechtois, où il retrouve un certain Jan Koller. Cette saison-là, les mauves dominent le championnat, et Ekakia doit faire face à une très forte concurrence avec Koller, mais aussi Tomasz Radzinski, Oleg Iachtchouk, Edrissa Sonko ou Yánnis Anastasíou. Il joue néanmoins une trentaine de matches, et avec dix buts, il participe à la conquête du titre de Champion de Belgique et de la Coupe de la Ligue Pro en 2000.
Malheureusement, peu après avoir remporté les lauriers nationaux, Ekakia est victime d'un grave accident de la route. Il se déchire les ligaments croisés, et le choc provoque une hémorragie cérébrale. Considéré comme perdu pour le football, il lui faut près de trois ans pour remonter sur un terrain. Il fait son retour en Division 3, aux Francs Borains, où il joue jusqu'en 2004 avant de raccrocher définitivement.
En août 2010, il est nommé entraîneur spécifique pour les attaquants des équipes de jeunes de Lokeren,.

## Palmarès

### AS Vita Club
- Coupe du Zaïre
  - Vainqueur (1) : 1993
- EPFKIN
  - Vainqueur (1) : 1993

### KSC Lokeren
- Division 2
  - Vainqueur (1) : 1996

### RSC Anderlecht
- Division 1
  - Champion (1) : 2000
- Coupe de la Ligue
  - Vainqueur (1) : 2000